# Paris-Nice 2010
Paris-Nice 2010 var den 68. udgave af cykelløbet Paris-Nice. Det blev arrangeret fra 7. til 14. marts 2010. Alberto Contador tog sin anden samlede sejr i løbet.

## Deltagende hold
22 hold var inviteret til at deltage:
- ProTour-hold: Ag2r-La Mondiale, Astana, Caisse d'Epargne, Euskaltel-Euskadi, Française des Jeux, Garmin-Transitions, Katusha, Lampre-Farnese Vini, Liquigas-Doimo, Omega Pharma-Lotto, Quick Step, Rabobank, Team HTC-Columbia, Team RadioShack, Team Saxo Bank og Team Sky.
- Professionelle kontinentalhold: Bbox Bouygues Télécom, Cervélo TestTeam, Cofidis, Saur-Sojasun, Skil-Shimano og Vacansoleil.

## Etaper

### Søndag 7. marts – prolog: Montfort-l'Amaury, 8 km (enkeltstart)
|   | Rytter           | Hold            | Tid    |
| - | ---------------- | --------------- | ------ |
| 1 | Lars Boom        | Rabobank        | 10:56  |
| 2 | Jens Voigt       | Team Saxo Bank  | + 0:03 |
| 3 | Levi Leipheimer  | Team RadioShack | + 0:06 |
| 4 | Alberto Contador | Astana          | + 0:06 |
| 5 | Peter Sagan      | Liquigas-Doimo  | + 0:10 |

|   | Rytter           | Hold            | Tid    |
| - | ---------------- | --------------- | ------ |
| 1 | Lars Boom        | Rabobank        | 10:56  |
| 2 | Jens Voigt       | Team Saxo Bank  | + 0:03 |
| 3 | Levi Leipheimer  | Team RadioShack | + 0:06 |
| 4 | Alberto Contador | Astana          | + 0:06 |
| 5 | Peter Sagan      | Liquigas-Doimo  | + 0:10 |

### Mandag 8. marts – 1. etape: Saint-Arnoult-en-Yvelines > Contres, 201,5 km
|   | Rytter             | Hold                | Tid     |
| - | ------------------ | ------------------- | ------- |
| 1 | Greg Henderson     | Team Sky            | 4.22:17 |
| 2 | Grega Bole         | Lampre-Farnese Vini | + 0:00  |
| 3 | Jeremy Galland     | Saur-Sojasun        | + 0:00  |
| 4 | Aleksandr Kolobnev | Katusha             | + 0:00  |
| 5 | Alejandro Valverde | Caisse d'Epargne    | + 0:00  |

|   | Rytter            | Hold               | Tid     |
| - | ----------------- | ------------------ | ------- |
| 1 | Lars Boom         | Rabobank           | 4.33:11 |
| 2 | Jens Voigt        | Team Saxo Bank     | + 0:05  |
| 3 | David Millar      | Garmin-Transitions | + 0:13  |
| 4 | Luis León Sánchez | Caisse d'Epargne   | + 0:14  |
| 5 | Roman Kreuziger   | Liquigas-Doimo     | + 0:15  |

### Tirsdag 9. marts – 2. etape: Contres > Limoges, 203,5 km
|   | Rytter            | Hold                  | Tid     |
| - | ----------------- | --------------------- | ------- |
| 1 | William Bonnet    | Bbox Bouygues Télécom | 4.22:40 |
| 2 | Peter Sagan       | Liquigas-Doimo        | + 0:00  |
| 3 | Luis León Sánchez | Caisse d'Epargne      | + 0:00  |
| 4 | Mirco Lorenzetto  | Lampre-Farnese Vini   | + 0:00  |
| 5 | Juan José Haedo   | Team Saxo Bank        | + 0:00  |

|   | Rytter            | Hold               | Tid     |
| - | ----------------- | ------------------ | ------- |
| 1 | Lars Boom         | Rabobank           | 8.55:51 |
| 2 | Jens Voigt        | Team Saxo Bank     | + 0:05  |
| 3 | Luis León Sánchez | Caisse d'Epargne   | + 0:10  |
| 4 | David Millar      | Garmin-Transitions | + 0:13  |
| 5 | Roman Kreuziger   | Liquigas-Doimo     | + 0:15  |

### Onsdag 10. marts – 3. etape: Saint-Junien > Aurillac, 208 km
|   | Rytter            | Hold              | Tid     |
| - | ----------------- | ----------------- | ------- |
| 1 | Peter Sagan       | Liquigas-Doimo    | 3.44:28 |
| 2 | Joaquim Rodríguez | Katusha           | + 0:00  |
| 3 | Nicolas Roche     | AG2R La Mondiale  | + 0:00  |
| 4 | Jens Voigt        | Team Saxo Bank    | + 0:02  |
| 5 | Tony Martin       | Team HTC-Columbia | + 0:02  |

|   | Rytter            | Hold               | Tid      |
| - | ----------------- | ------------------ | -------- |
| 1 | Jens Voigt        | Team Saxo Bank     | 12.40:26 |
| 2 | Peter Sagan       | Liquigas-Doimo     | + 0:06   |
| 3 | Luis León Sánchez | Caisse d'Epargne   | + 0:09   |
| 4 | David Millar      | Garmin-Transitions | + 0:12   |
| 5 | Roman Kreuziger   | Liquigas-Doimo     | + 0:14   |

### Torsdag 11. marts – 4. etape: Maurs-la-Jolie (Cantal) > Mende, 172 km
|   | Rytter             | Hold                  | Tid     |
| - | ------------------ | --------------------- | ------- |
| 1 | Alberto Contador   | Astana                | 4.26:47 |
| 2 | Alejandro Valverde | Caisse d'Epargne      | + 0:10  |
| 3 | Samuel Sanchez     | Euskaltel-Euskadi     | + 0:10  |
| 4 | Joaquim Rodríguez  | Katusha               | + 0:18  |
| 5 | Thomas Voeckler    | Bbox Bouygues Télécom | + 0:20  |

|   | Rytter             | Hold              | Tid      |
| - | ------------------ | ----------------- | -------- |
| 1 | Alberto Contador   | Astana            | 17.07:23 |
| 2 | Alejandro Valverde | Caisse d'Epargne  | + 0:24   |
| 3 | Roman Kreuziger    | Liquigas-Doimo    | + 0:25   |
| 4 | Luis León Sánchez  | Caisse d'Epargne  | + 0:28   |
| 5 | Samuel Sanchez     | Euskaltel-Euskadi | + 0:29   |

### Fredag 12. marts – 5. etape: Pernes-les-Fontaines > Aix-en-Provence, 153,5 km
|   | Rytter             | Hold                | Tid     |
| - | ------------------ | ------------------- | ------- |
| 1 | Peter Sagan        | Liquigas-Doimo      | 3.34:15 |
| 2 | Mirco Lorenzetto   | Lampre-Farnese Vini | + 0:02  |
| 3 | Alejandro Valverde | Caisse d'Epargne    | + 0:02  |
| 4 | Matthieu Ladagnous | Française des Jeux  | + 0:02  |
| 5 | Jens Voigt         | Team Saxo Bank      | + 0:02  |

|   | Rytter             | Hold              | Tid      |
| - | ------------------ | ----------------- | -------- |
| 1 | Alberto Contador   | Astana            | 20.41:40 |
| 2 | Alejandro Valverde | Caisse d'Epargne  | + 0:20   |
| 3 | Roman Kreuziger    | Liquigas-Doimo    | + 0:25   |
| 4 | Luis León Sánchez  | Caisse d'Epargne  | + 0:26   |
| 5 | Samuel Sanchez     | Euskaltel-Euskadi | + 0:29   |

### Lørdag 13. marts – 6. etape: Peynier > Tourrettes-sur-Loup, 220 km
|   | Rytter             | Hold              | Tid     |
| - | ------------------ | ----------------- | ------- |
| 1 | Xavier Tondo       | Cervélo TestTeam  | 5.01:39 |
| 2 | Alejandro Valverde | Caisse d'Epargne  | + 0:05  |
| 3 | Peter Sagan        | Liquigas-Doimo    | + 0:05  |
| 4 | Samuel Sanchez     | Euskaltel-Euskadi | + 0:05  |
| 5 | Joaquim Rodríguez  | Katusha           | + 0:05  |

|   | Rytter             | Hold              | Tid      |
| - | ------------------ | ----------------- | -------- |
| 1 | Alberto Contador   | Astana            | 25.43:24 |
| 2 | Alejandro Valverde | Caisse d'Epargne  | + 0:14   |
| 3 | Roman Kreuziger    | Liquigas-Doimo    | + 0:25   |
| 4 | Luis León Sánchez  | Caisse d'Epargne  | + 0:26   |
| 5 | Samuel Sanchez     | Euskaltel-Euskadi | + 0:29   |

### Søndag 14. marts – 7. etape: Nice > Nice, 119 km
|   | Rytter             | Hold                  | Tid     |
| - | ------------------ | --------------------- | ------- |
| 1 | Amaël Moinard      | Cofidis               | 2.52:09 |
| 2 | Thomas Voeckler    | Bbox Bouygues Télécom | + 0:00  |
| 3 | Alejandro Valverde | Caisse d'Epargne      | + 0:03  |
| 4 | Nicolas Roche      | AG2R La Mondiale      | + 0:03  |
| 5 | Rein Taaramäe      | Cofidis               | + 0:03  |

|   | Rytter             | Hold              | Tid      |
| - | ------------------ | ----------------- | -------- |
| 1 | Alberto Contador   | Astana            | 28.35:35 |
| 2 | Alejandro Valverde | Caisse d'Epargne  | + 0:11   |
| 3 | Luis León Sánchez  | Caisse d'Epargne  | + 0:25   |
| 4 | Roman Kreuziger    | Liquigas-Doimo    | + 0:26   |
| 5 | Samuel Sanchez     | Euskaltel-Euskadi | + 0:30   |

## Slutresultater

### Samlet
|    | Rytter                 | Hold               | Tid      |
| -- | ---------------------- | ------------------ | -------- |
| 1  | Alberto Contador       | Astana             | 28.35:35 |
| 2  | Alejandro Valverde     | Caisse d'Epargne   | + 0:11   |
| 3  | Luis León Sánchez      | Caisse d'Epargne   | + 0:25   |
| 4  | Roman Kreuziger        | Liquigas-Doimo     | + 0:26   |
| 5  | Samuel Sanchez         | Euskaltel-Euskadi  | + 0:30   |
| 6  | Jens Voigt             | Team Saxo Bank     | + 0:35   |
| 7  | Joaquim Rodríguez      | Katusha            | + 0:37   |
| 8  | Rein Taaramäe          | Cofidis            | + 1:07   |
| 9  | Jean-Christophe Peraud | Omega Pharma-Lotto | + 1:16   |
| 10 | Jérôme Coppel          | Saur-Sojasun       | + 1:17   |

### Pointtrøjen
|   | Rytter             | Hold             | Point |
| - | ------------------ | ---------------- | ----- |
| 1 | Peter Sagan        | Liquigas-Doimo   | 112   |
| 2 | Alejandro Valverde | Caisse d'Epargne | 105   |
| 3 | Jens Voigt         | Team Saxo Bank   | 104   |

### Bjergtrøjen
|   | Rytter           | Hold                  | Point |
| - | ---------------- | --------------------- | ----- |
| 1 | Amaël Moinard    | Cofidis               | 75    |
| 2 | Thomas Voeckler  | Bbox Bouygues Télécom | 29    |
| 3 | Alberto Contador | Astana                | 24    |

### Ungdomstrøjen
|   | Rytter          | Hold           | Tid      |
| - | --------------- | -------------- | -------- |
| 1 | Roman Kreuziger | Liquigas-Doimo | 28.36:01 |
| 2 | Rein Taaramäe   | Cofidis        | + 0:41   |
| 3 | Jérôme Coppel   | Saur-Sojasun   | + 0:51   |